# Bow (dopływ Ord)
Bow – rzeka w Australii, w stanie Australia Zachodnia. Ma 148 km długości. Uchodzi do rzeki Ord. Została nazwana w 1882 roku przez Michaela Duracka  na cześć rzeki Bow w hrabstwie Galway w Irlandii, będącej ojczyzną przodków rodziny Duracków. Rzeka była inspiracją dla utworu o tym samym tytule zespołu Cold Chisel.